# Azerbajdzjanska sovjetencyklopedin
Den Azerbajdzjanska sovjetencyklopedin (azeriska: Азәрбајҹан Совет Енсиклопедијасы, Azərbaycan Sovet Ensiklopediyası, förkortat АСЕ, ASE) är det första universella uppslagsverket på azeriska, tryckt i Baku, Azerbajdzjanska SSR, Sovjetunionen från 1976 till 1987 av Vetenskapsakademin i Azerbajdzjanska SSR. Chefredaktörerna var Rasul Rza och Jemil Kuliyev. En speciell bandet som exklusivt dedicerats till Azerbajdzjanska SSR planerades att publiceras efter de tio band, men på grund av ökande politiska problem och den svåra ekonomiska situationen har den inte släppts. Hela uppsättningen har digitaliserats och arkiverats på Internet Archive 2021.

## Lista över band efter publiceringsdatum
1. Bandet I, 1976
2. Bandet II, 1978
3. Bandet III, 1979
4. Bandet IV, 1980
5. Bandet V, 1981
6. Bandet VI, 1982
7. Bandet VII, 1983
8. Bandet VIII,1984
9. Bandet IX, 1986
10. Bandet X, 1987